# 1877年至1878年英格蘭足總盃
1877-78球季英格蘭足總盃（英語：1877-78 FA Cup），是第7屆英格蘭足總盃，今屆賽事的冠軍是流浪隊，他們在決賽以3:1擊敗皇家工程師，奪得冠軍。本屆賽事繼續在橢圓體育場舉行。
流浪隊取得三連霸，第5次贏得足總盃冠軍。

## 外部連結
- 英格蘭足總盃官網Archive-It的存檔，存档日期2012-04-24
- 英格蘭足總盃 歷屆冠軍（页面存档备份，存于）